# John Burton
|  | «John Burton» redirigeix aquí. Vegeu-ne altres significats a «John Burton (desambiguació)». |

John Burton   (Leicestershire, 18 de setembre de 1936), conegut al món de les curses com a Burly Burton per la seva força i corpulència, és un ex-pilot de motocròs anglès que tingué ressò internacional durant la dècada del 1960, quan arribà a ser un dels principals competidors al Campionat del món de 500cc. Entre altres èxits destacats, guanyà el Gran Premi de Bèlgica de 500cc de 1962, celebrat el 5 d'agost al cèlebre circuit de Namur, i el Motocross des Nations de 1963 com a membre de l'equip britànic.

## Resum biogràfic
John Burton era fill del conegut pilot de speedway dels equips de Rochdale i Leicester Cyril Burton (1908-1990), conegut com a Squib ("esquifit"), malnom que li posaren de petit els seus amics quan encara era baixet i escanyolit, tot i que després va fer una estirada i va arribar a fer 1'85 m. Des de la seva infantesa, John acompanyava el seu pare a les curses, començant per una de speedway a Sheffield i, més tard, al TT de l'illa de Man, on el petit Burton s'impressionà en veure les grans velocitats que agafaven els participants. De ben jove, John Burton va aprendre a conduir motos a la granja de son oncle, on practicava amb un petit escúter Corgi Welbike. Més tard, quan va haver deixat l'escola, començà un aprenentatge de cinc anys a l'empresa fabricant d'automòbils Humber, a Coventry, per tal de poder continuar el negoci familiar iniciat pel seu pare (un taller de cotxes a Lutterworth).
En una ocasió, Burton acompanyà son pare a veure una prova de grasstrack a Mallory Park, a Leicestershire, on es feia també una cursa de demostració de "scramble" (nom que rebia aleshores el motocròs al Regne Unit). Fou en veure aquella cursa que Burton va decidir de dedicar-se seriosament a aquesta modalitat. Per tal que pogués córrer-ne alguna cursa, li compraren una JAP/Triumph amb la qual va debutar el 1952, a 17 anys, al circuit de Wymsbold (prop de Loughborough, a Leicestershire). La Triumph de John Burton, però, patia constants avaries a les curses, de manera que la seva mare decidí d'anar-se'n al conegut distribuïdor Comerfords, a Thames Ditton (Surrey), i l'hi comprà una BSA 500 Gold Star. Amb aquella moto, Burton va començar a destacar i aviat va guanyar el seu amic dels Midlands de l'Est centrals, Dave Bowerman, reconegut especialista a l'època. A mitjan anys 50, tots dos se n'anaven sovint a córrer al nord de França, on pagaven bé i se n'aprenia força.

### Els èxits amb BSA
El 1954, quan només feia tres anys que havia començat a competir en motocròs, Burton ja era un pilot de renom i BSA el fitxà per al seu equip de fàbrica com a substitut de David Tye, que es retirava. Els seus companys d'equip eren Jeff Smith, Arthur Lampkin i John Harris. Gràcies als seus continuats èxits, el 1959 Burton fou inclòs a la selecció britànica per al Motocross des Nations (celebrat a Namur el 30 d'agost, quan només feia dos dies que s'havia casat). Des d'aleshores, formà part del combinat britànic en diverses edicions de la prova i contribuí a alguna victòria de la seva selecció, fins que a la de 1963, a Suècia, en fou un dels quatre primers classificats al costat dels germans Don i Derek Rickman i de Jeff Smith.
Burton va seguir el mundial complet dues temporades, durant les quals viatjava arreu d'Europa amb John Draper i, després, amb Gordon Blakeway. A banda de la seva victòria al Gran Premi de Bèlgica de 1962, fou segon al de Luxemburg i aconseguí bons resultats en uns quants Grans Premis més. Al mateix temps, les seves freqüents aparicions a la televisió britànica, com a assidu participant als famosos TV Scrambles de la BBC, li donaren una gran anomenada al Regne Unit, al costat de pilots del nivell de Jeff Smith, els germans Rickman, Dave Bickers i Bryan Goss entre d'altres. Burton fou dues vegades Subcampió britànic (1960 i 1962).
L'hivern del 1962, Burton participà com a pilot convidat en una prova a Nova Zelanda, on li deixaren per a córrer-hi una Triumph Métisse. Allò coincidí amb una època de canvis a BSA, on Eric Cheney i els altres dissenyadors experimentaven amb xassissos més petits i lleugers a les noves C15 i B40 de 440 cc. John Burton, però, era massa gros per a encabir-se en aquestes lleugeres motocicletes i, a més, el nou canvi de marxes fallava molt. Quan BSA decidí d'aturar la producció de la Gold Star, Burton no volgué canviar a les lleugeres 440 i el 1963 va abandonar la marca.

### Darrers temps
El 1964 va començar la temporada a Leighton (Cheshire) amb una Velocette Métisse. El motor no li agradà i tot seguit el canvià per un de Triumph (més endavant, encara el canvià per un altre de bicilíndric, procedent d'una Triumph Tiger 100). Durant uns anys, segui competint als TV scrambles i algun Gran Premi del mundial, però llavors passà a dirigir el taller familiar i cada cop es podia dedicar menys a l'esport. Disputà la seva darrera cursa cap al 1967, a França, amb una ČZ 360, però no s'adaptava gens a la moto i acabà el darrer dels 20 participants. Fou aleshores quan decidí de retirar-se definitivament, posant fi així a una carrera esportiva de 15 anys.

## Palmarès
Font:
| Any  | Motocicleta     | C. del món 500cc | C. britànic 500cc |
| ---- | --------------- | ---------------- | ----------------- |
| 1960 | BSA             | 10è              | 2n                |
| 1961 | BSA             | 6è               | 6è                |
| 1962 | BSA             | 6è               | 2n                |
| 1963 | BSA             | 8è               | 3r                |
| 1964 | Triumph Métisse | 8è               | ?                 |